# Ascaphus montanus
Ascaphus montanus är en groddjursart som beskrevs av Myron Budd Mittleman och Myers 1949. Ascaphus montanus ingår i släktet Ascaphus och familjen stjärtmuskelgrodor. Inga underarter finns listade i Catalogue of Life.

## Utseende
Ovansidans grundfärg kan vara ljusbrun, mörkbrun, rödbrun eller svartbrun med gröna nyanser. Några exemplar har ljusa fläckar på ryggen. Buken och andra delar av undersidan har en ljusgrå, gulvit eller rosa färg. Hos några populationer har exemplaren svarta band över ögonen fram till nosen och hos andra populationer är ansiktet ljusare än bålen. I några fall har individerna svarta punkter glest fördelade över hela kroppen. Under parningstiden utvecklas vid hanarnas kloaköppning en utväxt som motsvarar andra djurs penis i funktionen. Beroende på utbredning är kroppslängden 22 till 45 mm eller 40 till 56 mm och honor är lite större än hanar.
Grodynglens färg kan vara grå, svart eller sällan rödbrun. Ibland finns krämfärgade eller vita punkter på grodynglens svans. Den maximala längden för grodynglen registrerades med 64 mm.

## Utbredning
Denna groda förekommer i Klippiga bergen och i angränsande bergstrakter i västra USA (delstaterna Idaho, Montana, Oregon och Washington) samt i angränsande regioner av Kanada (British Columbia). Grodan simmar vanligen i kalla klara vattendrag och den besöker stranden vid fuktigt väder. Antagligen föredrar Ascaphus montanus vattendrag som ligger i ursprungliga skogar. Äggen bildar en lång kedja och de fästas under stenar i vattnet. Larverna lever fritt i vattnet.
Utbredningsområdet ligger 915 till 2560 meter över havet.

## Ekologi
Individerna saknar organet för att uppfatta ljud (tympanum) och därför förekommer inga parningsrop. Vid parningen sätter hanen fortplantningsorganet (utväxten) i honans kloaköppning och sädesvätskan överförs på utväxtens utsida. Honan kan förvara sädesvätskan i två år innan äggen befruktas. Per tillfälle läggs oftast 40 till 80 ägg och ibland upp till 200 ägg. Den nykläckta grodynglen stannar i gömstället tills gulesäcken är förbrukad. Larverna äter organiskt material som de skrapar från stenar. Vanligen sker metamorfosen efter 3 till 5 år. De vuxna exemplaren har olika ryggradslösa djur som föda.
Arten har strumpebandssnokar, laxfiskar och mullvadssalamandern Dicamptodon tenebrosus som fiender.

## Hot
Skogsröjningar och byggarbeten påverkar beståndet negativ på grund av ökande vattentemperatur. Ascaphus montanus har fortfarande en stor population. IUCN kategoriserar arten globalt som livskraftig.

## Bildgalleri

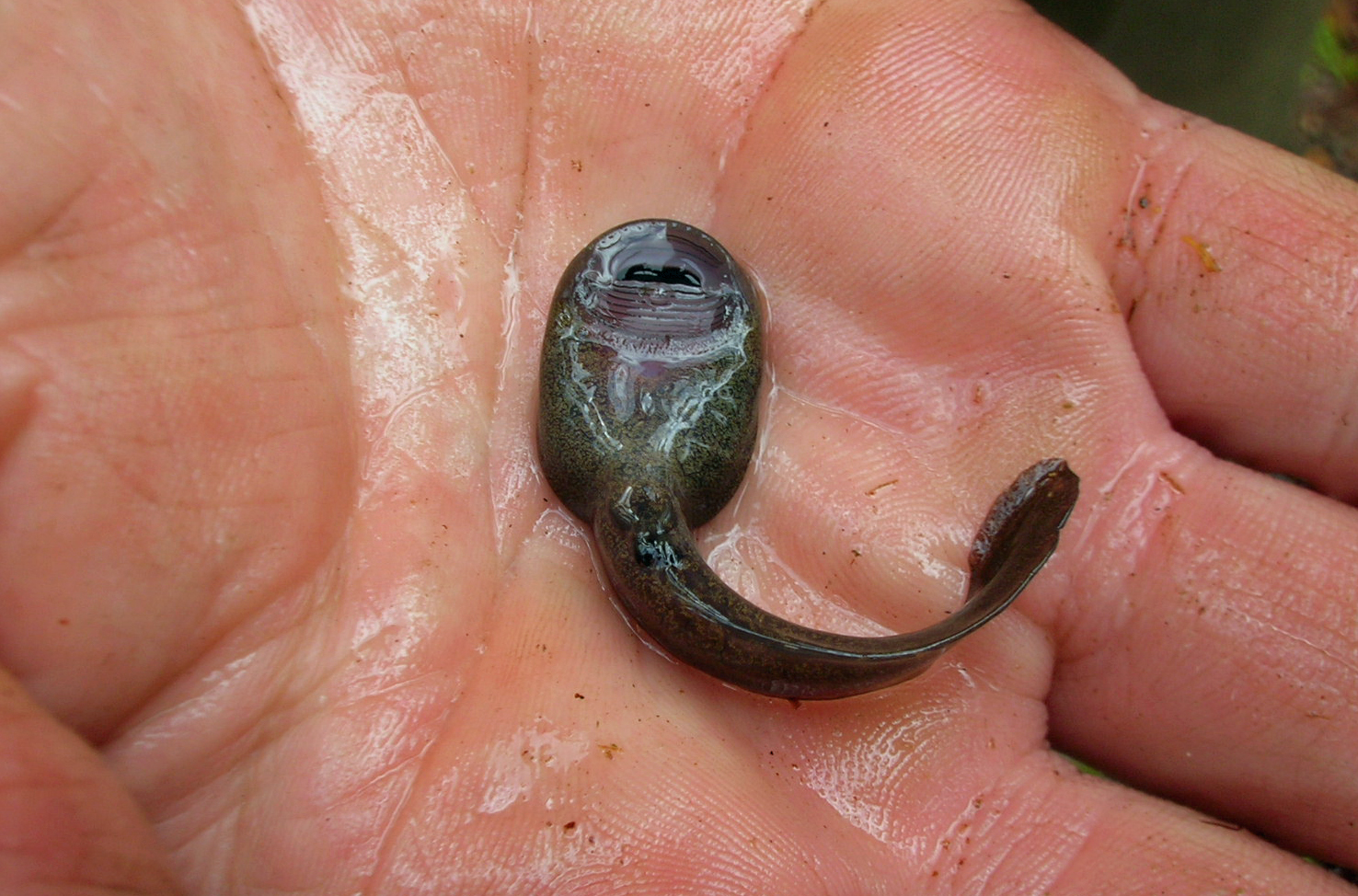